# Polen-Rundfahrt 2006
Die 63. Polen-Rundfahrt wurde vom 4. bis 10. September 2006 in sieben Etappen über eine Distanz von 1221,5 km ausgetragen. Das Etappenrennen war Teil der UCI ProTour 2006.
Neben den zwanzig zum Start verpflichteten ProTeams erhielten die Professional Continental Teams Miche, Ceramica Flaminia und Intel-Action eine Wildcard.
Die Gesamtwertung gewann der Deutsche Stefan Schumacher, die Punktewertung der Belgier Wouter Weylandt, die Sprintwertung der Pole Marcin Osiński, die Bergwertung der Pole Bartosz Huzarski und die Teamwertung das französische Team Crédit Agricole.

## Etappen

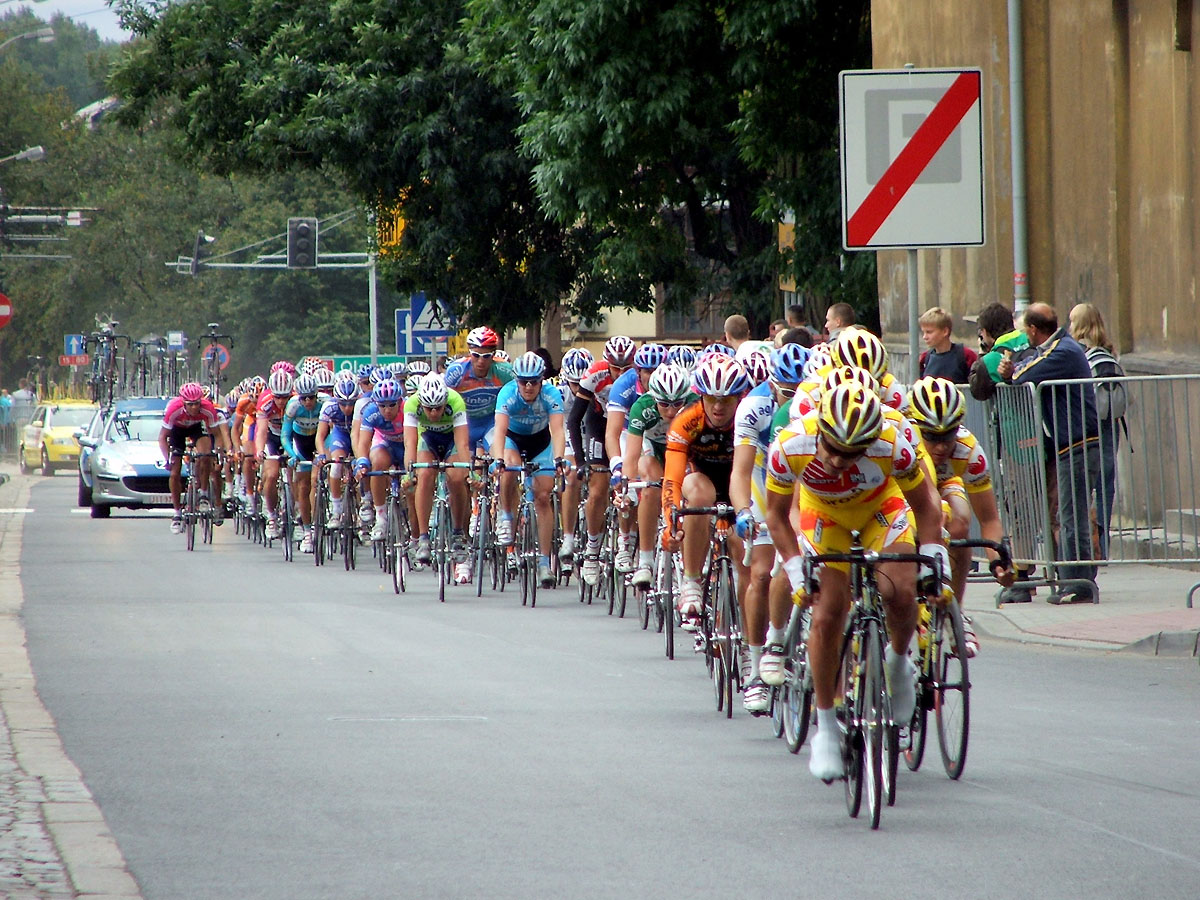
Das Peloton bei Toruń

| Etappe    | Tag           | Start–Ziel             | km    | Etappensieger     | Gesamtwertung     |
| 1. Etappe | 4. September  | Pułtusk–Olsztyn        | 214   | Max van Heeswijk  | Max van Heeswijk  |
| 2. Etappe | 5. September  | Ostróda–Elbląg         | 119,6 | Daniele Bennati   | Wouter Weylandt   |
| 3. Etappe | 6. September  | Gdańsk–Toruń           | 225,5 | Fabrizio Guidi    | Fabrizio Guidi    |
| 4. Etappe | 7. September  | Bydgoszcz–Poznań       | 182   | Daniele Bennati   | Daniele Bennati   |
| 5. Etappe | 8. September  | Legnica–Jelenia Góra   | 192   | Stéphane Augé     | Daniele Bennati   |
| 6. Etappe | 9. September  | Szczawno Zdrój–Karpacz | 162,4 | Stefan Schumacher | Stefan Schumacher |
| 7. Etappe | 10. September | Jelenia Góra–Karpacz   | 126   | Stefan Schumacher | Stefan Schumacher |

## Wertungen im Tourverlauf

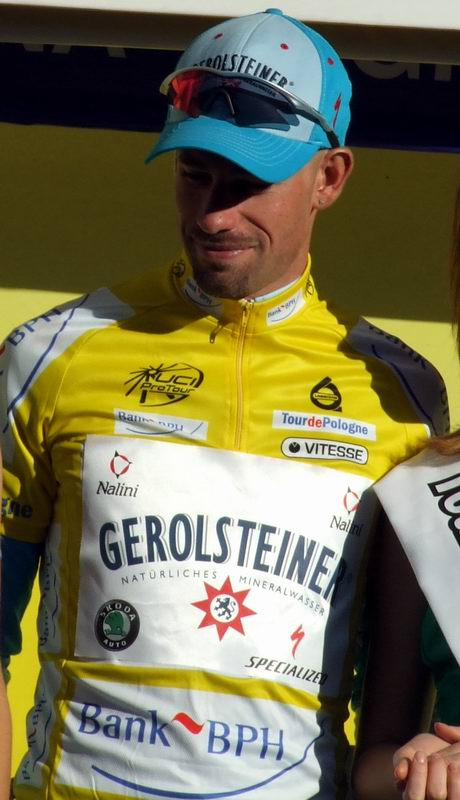
Der zweifache Etappensieger und Gesamtsieger Stefan Schumacher im Führungstrikot

Die Tabelle zeigt den Führenden in der jeweiligen Wertung nach der jeweiligen Etappe an.
| Etappe     | Gesamtwertung           | Sprintwertung        | Bergwertung            | Punktwertung           | Teamwertung                     |
| ---------- | ----------------------- | -------------------- | ---------------------- | ---------------------- | ------------------------------- |
| 01. Etappe | Max van Heeswijk (DSC)  | Marcin Osiński (INT) | nicht vergeben         | Max van Heeswijk (DSC) | Discovery Channel               |
| 02. Etappe | Wouter Weylandt (QST)   | Marcin Osiński (INT) | Sven Krauß (GST)       | Wouter Weylandt (QST)  | Discovery Channel               |
| 03. Etappe | Fabrizio Guidi (PHO)    | Marcin Osiński (INT) | Sven Krauß (GST)       | Wouter Weylandt (QST)  | Discovery Channel               |
| 04. Etappe | Daniele Bennati (LAM)   | Marcin Osiński (INT) | Sven Krauß (GST)       | Wouter Weylandt (QST)  | Discovery Channel               |
| 05. Etappe | Daniele Bennati (LAM)   | Marcin Osiński (INT) | Aaron Olsen (SAU)      | Wouter Weylandt (QST)  | Cofidis-Le Crédit par Téléphone |
| 06. Etappe | Stefan Schumacher (GST) | Marcin Osiński (INT) | Joost Posthuma (RAB)   | Wouter Weylandt (QST)  | Crédit Agricole                 |
| 07. Etappe | Stefan Schumacher (GST) | Marcin Osiński (INT) | Bartosz Huzarski (INT) | Wouter Weylandt (QST)  | Crédit Agricole                 |